# مؤتمر لندن 1946–47
دعت حكومة كليمنت أتلي البريطانية إلى مؤتمر لندن 1946–47، الذي عقد بين سبتمبر 1946 وفبراير 1947، لحل الحكم المستقبلي لفلسطين والتفاوض على إنهاء الانتداب. تم تحديد موعد المؤتمر بناءً على طلب عربي بعد تقرير لجنة التحقيق الأنغلو-أمريكية في أبريل 1946.
بيان صحفي أدلى به الرئيس ترومان في 4 أكتوبر لمناصرة اقتراح الوكالة اليهودية “نسف” الخطط البريطانية للمؤتمر بشكل فعال.
وقد حمل بفين، ترومان على فشل المؤتمر في خطاب ألقاه بعد أسبوع من إعلانه فشله؛ وحسب البروفيسور أرييه كوخافي، “كان بيفين غاضبا مما اعتبره انحناء الرئيس للضغوط السياسية اليهودية الأمريكية”. وقد تعرض خطاب بفين لهجوم واسع النطاق في الولايات المتحدة. علق ترومان على هذه المسألة بالتفصيل في مذكراته.

## الخلفية
كان مجلس جامعة الدول العربية قد اجتمع في مؤتمر بلودان عام 1946 للنظر في تقرير لجنة التحقيق الأنغلو-أمريكية الذي نشر في 20 أبريل 1946؛ وقد أرسلت التوصيات المنبثقة عن هذا المؤتمر إلى الحكومة البريطانية. دعت الحكومات العربية الحكومة البريطانية للاجتماع من أجل التوصل إلى اتفاق قبل الاجتماع الثاني القادم للدورة الأولى للجمعية العامة للأمم المتحدة:
... إبرام اتفاق يضع حدا للوضع الراهن في فلسطين وتحويلها إلى واحد يتفق مع أحكام الميثاق ويوافق على أهدافه... قبل انعقاد الدورة القادمة للجمعية العامة في سبتمبر 1946

## المؤتمر الأول: جامعة الدول العربية
وجهت الحكومة البريطانية دعوات في 25 يوليو 1946 ، بعد ثلاثة أيام فقط من تفجير فندق الملك داوود، إلى حكومات الدول الأعضاء في الجامعة العربية والوكالة اليهودية لفلسطين والسلطة التنفيذية العليا العربية الفلسطينية. وبعد ذلك، دعي عبدالرحمن حسن عزام، الأمين العام لجامعة الدول العربية، وكذلك “العرب الفلسطينيين البارزين” و“ممثلي الرأي اليهودي في المملكة المتحدة وفي فلسطين”. لم تقبل الوكالة اليهودية لفلسطين ولا السلطة التنفيذية العليا العربية الفلسطينية الدعوات.
وقد بدأ المؤتمر في 9 سبتمبر 1946، بحضور ممثلي الدول العربية فقط، ولكن بدون ممثلين يهوديين أو فلسطينيين.
وكان البند الأول للمناقشة هو خطة موريسون – غرادي، الذي سيتم رفضه من قبل جميع الأطراف.
ووصفت الحكومة البريطانية فيما بعد رد الفعل العربي على الخطة:
أوضح المندوبون العرب في آن واحد أنهم يعارضون هذه الخطة من حيث المبدأ ولا يمكنهم قبولها كأساس لل مناقشة. وانتقدوا كثيرا من سمات هذا الحل، ولكنهم كانوا واضحون أن رفضهم لهذا الحل يستند أساسا إلى اقتناعهم بأن أي مخطط للاستقلال الذاتي الإقليمي سيؤدي حتما إلى التقسيم.

وتمثلت الخطة البديلة التي طرحتها الدول العربية في ما يلي:

(أ) ستكون فلسطين دولة موحدة ذات أغلبية عربية دائمة، وستنال استقلالها بهذه الصفة بعد فترة انتقالية قصيرة (سنتين أو ثلاث سنوات) تحت الانتداب البريطاني.

(ب) في إطار هذه الدولة الموحدة، يتمتع اليهود الذين اكتسبوا الجنسية الفلسطينية (التي يكون مؤهلاتها إقامة لمدة عشر سنوات في البلد) بالحقوق المدنية الكاملة، على قدم المساواة مع جميع المواطنين الآخرين في فلسطين.

(ج) سوف توفر ضمانات خاصة لحماية الحقوق الدينية والثقافية للطائفة اليهودية.

(د) ستكفل حرمة الأماكن المقدسة وستكفل الضمانات لحرية الممارسة الدينية في جميع أنحاء فلسطين.

(ه) يحق للطائفة اليهودية الحصول على عدد من المقاعد في الجمعية التشريعية يتناسب مع عدد المواطنين اليهود (حسب التعريف) في فلسطين، شريطة ألا يتجاوز عدد الممثلين اليهود بأي حال من الأحوال ثلث العدد الإجمالي للأعضاء.

(و) تتطلب جميع التشريعات المتعلقة بالهجرة ونقل الأراضي موافقة العرب في فلسطين على النحو الذي تعرب عنه أغلبية الأعضاء العرب في المجلس التشريعي.

(ز) الضمانات المتعلقة بالأماكن المقدسة لن تكون قابلة للتغيير إلا بموافقة الأمم المتحدة؛ والضمانات المقدمة للطائفة اليهودية لا يمكن تغييرها إلا بموافقة أغلبية الأعضاء اليهود في الجمعية التشريعية.
وفي أوائل أكتوبر، رفع المؤتمر نتيجة لاجتماعات الجمعية العامة للأمم المتحدة في نيويورك، ثم أعيد تجميعه في 27 يناير 1947.

## المؤتمر الصهيوني العالمي الثاني والعشرون
أثناء تعليق المؤتمر، عقد المؤتمر الصهيوني العالمي الثاني والعشرون في بازل في الفترة من 9 إلى 24 ديسمبر 1946.

ووصف المؤتمر خطة موريسون–غرادي بأنها “مهينة لالتزامات بريطانيا بموجب الانتداب”، غير مقبولة كأساس للمناقشة، وأكد أن المنظمة الصهيونية لا يمكنها المشاركة “في الظروف القائمة” في مؤتمر لندن. وكانت مطالب المؤتمر ما يلي:

(أولاً) أن يتم إنشاء فلسطين باعتبارها كومنولث يهودي مندمج في هيكل العالم الديمقراطي؛

(ثانياً)	أن تفتح أبواب فلسطين أمام الهجرة اليهودية؛

(ثالثاً)	أن تخول الوكالة اليهودية السيطرة على الهجرة إلى فلسطين وأن تكون لها السلطة اللازمة لبناء البلاد.

## المؤتمر الثاني: جامعة الدول العربية والسلطة التنفيذية العليا في فلسطين، مع مناقشات موازية للوكالة اليهودية
أعيد بدء المؤتمر في يناير 1947. هذه المرة، انضم وفد يمثل السلطة التنفيذية العليا العربية الفلسطينية إلى دول جامعة الدول العربية، وشارك ممثلو الوكالة اليهودية في موازاة ذلك من خلال محادثات غير رسمية مع الحكومة البريطانية. في 7 فبراير 1947، قدمت الحكومة البريطانية اقتراحا جديدا إلى جميع الأطراف. واقترحت الخطة وصاية بريطانية لمدة خمس سنوات على فلسطين بهدف إعداد البلاد للاستقلال.
وقد لخصت الحكومة البريطانية المقترحات الجديدة فيما بعد على النحو التالي:
تشمل الشروط المقترحة للوصاية أحكاما تنص على قدر كبير من الاستقلال الذاتي المحلي في المناطق المحددة بحيث تشمل أغلبية كبيرة إما من اليهود أو من العرب. وسيحتفظ المفوض السامي بالمسؤولية عن حماية الأقليات في هذه المناطق. وفي المركز، سيسعى المفوض السامي إلى تشكيل مجلس استشاري تمثيلي. وفي نهاية أربع سنوات، ستنتخب جمعية تأسيسية. وإذا تم التوصل إلى اتفاق بين أغلبية الممثلين العرب وأغلبية الممثلين اليهود في هذه الجمعية، ستُنشأ دولة مستقلة دون تأخير. وفي حالة وجود خلاف، سيطلب إلى مجلس الوصاية التابع للأمم المتحدة أن يقدم المشورة بشأن الإجراءات المقبلة.
وقد رفض الاقتراح البريطاني الجديد من قبل جميع الأطراف – الوكالة اليهودية والسلطة التنفيذية العليا العربية الفلسطينية والدول العربية. وطلبت الوكالة اليهودية أن تصبح فلسطين دولة يهودية، وأن يُسمح بالهجرة اليهودية إلى أقصى حد ممكن بما تتمتع به البلاد من قدرة استيعابية اقتصادية و“دولة يهودية قابلة للحياة في منطقة ملائمة من فلسطين”.

## النتيجة
في 18 فبراير 1947، وبعد المؤتمر مباشرة، أعلن وزير الخارجية إرنست بفين أن بريطانيا غير قادرة على حل المشكلة وستمررها إلى الأمم المتحدة لاقتراح حل:
لا تملك حكومة جلالة الملك في حد ذاتها، بموجب أحكام الانتداب، سلطة منح البلد إما للعرب أو لليهود، أو حتى تقسيمه فيما بينهم. وفي ظل هذه الظروف قررنا أننا غير قادرين على قبول المخطط الذي طرحه العرب أو اليهود، أو أن نفرض أنفسنا حلا خاصا بنا. ولذلك توصلنا إلى استنتاج مفاده أن السبيل الوحيد المتاح لنا الآن هو إخضاع المشكلة لحكم الأمم المتحدة. ونعتزم أن نضع أمامهم عرضا تاريخيا للطريقة التي وضعت بها حكومة جلالة الملك ثقتها في فلسطين على مدى السنوات الـ25 الماضية. وسوف نوضح أن الانتداب أثبت أنه غير قابل للتطبيق عمليا، وأن الالتزامات المتعهد بها تجاه الطائفتين في فلسطين قد تبين أنها غير قابلة للتوفيق. سنصف المقترحات المختلفة التي طرحت للتعامل مع الوضع وهي الخطة العربية وتطلعات الصهاينة بقدر ما تمكنا من التأكد منها، ومقترحات اللجنة الأنغلو-أمريكية، والمقترحات المختلفة التي طرحناها نحن أنفسنا. ثم سنطلب إلى الأمم المتحدة أن تنظر في تقريرنا وأن توصي بتسوية المشكلة. نحن لا ننوي أن نوصي بأي حل معين.
أنشئت لجنة الأمم المتحدة الخاصة المعنية بفلسطين في 15 مايو 1947.

## بيبليوغرافيا
- H. Levenberg, Bevin's Disillusionment: The London Conference, Autumn 1946, Middle Eastern Studies, Vol. 27, No. 4 (Oct., 1991), pp. 615–630
- Mirian Joyce Haron (1981). "The British Decision to Give the Palestine Question to the United Nations". Middle Eastern Studies. Taylor & Francis, Ltd. ج. 17 ع. 2: 241–248. JSTOR:4282830.
- Abcarius, M.F. (nd) Palestine. Through the Fog of Propaganda. Hutchinson.
- هارون كوهين (1970) Israel and the Arab World. W.H. Allen. (ردمك 0 491 00003 0).
- إسرائيل Pocket Library (1973) History From 1880. Ketter Books, Jerusalem.
- Kayyali, Abdul-Wahhab Said (1981) Palestine. A Modern History Croom Helm. (ردمك 086199-007-2).
- توم سيغف (2000) One Palestine, Complete – Jews and Arabs under the British Mandate. Little, Brown & Co. (ردمك 0-316-64859-0).
- Teveth, Shabtai  [لغات أخرى]‏ (1987) Ben-Gurion. The Burning Ground. 1886–1948. Houghton Mifflin. (ردمك 0-395-35409-9).
- حاييم وايزمان (1949) Trial and Error. Hamish Hamilton. (2nd edition. April 1949).
- The Political History of Palestine under British Administration His Britannic Majesty's Government, Presented in 1947 to the United Nations Special Committee on Palestine, Jerusalem, 1947

## وصلات خارجية
- Pathe Newsreel of Conference Opening